# Thomas Frederick Dernburg
Thomas Frederick Dernburg (geboren 25. März 1930 in Berlin) ist ein US-amerikanischer Wirtschaftswissenschaftler.

## Leben
Thomas Frederick Dernburg ist ein Sohn des Ökonomen Hans Dernburg (1901–1966) und der bildenden Künstlerin Alice Josephsohn (1906–1970). Seine Familie floh 1937 aus dem nationalsozialistischen Deutschland in die USA.
Dernburg besuchte das Swarthmore College mit einem Abschluss als B.A. im Jahr 1952, studierte Ökonomie an der Yale University, machte dort 1953 einen M.A. und wurde 1957 mit einer Dissertation über das Konsumverhalten promoviert. Er war 1955/56 Earhart Fellow. Dernburg wurde 1957 Assistant Professor an der Purdue University, Indiana, und 1961 bis 1973 Associate und Full Professor am Oberlin College, zwischendurch 1964/65 arbeitete er an der Brookings Institution. Ab 1975 lehrte er an der American University Washington.
Dernburg ist Mitglied der American Economic Association. Als Senior Economist war er 1967 Mitglied des Council of Economic Advisers, Washington, beriet zwischen 1973 und 1975 den International Monetary Fund, 1975 bis 1977 das Senate Budget Committee, 1977 bis 1979 das Joint Economic Committee und 1979/80 das Senate Banking Committee. Er leitete den zwischen 1979 und 1981 den Stab des Economic Stabilization Subcommittee.
Er heiratete 1965 die Ökonomin Judith Dukler, mit der er ein Buch publizierte. Die Ehe wurde 1976 geschieden. Seit 1995 ist er mit Jean Martin verheiratet, sie haben zwei Kinder.

## Schriften (Auswahl)
- Thomas F. Dernburg; Richard N. Rosett; Harold W. Watts: Studies in household economic behavior. 1958
- Thomas Frederick Dernburg; Duncan M. McDougall: Macroeconomic analysis : the measurement, analysis and control of aggregate economic activity. New York: McGraw-Hill Book Comp., 1963
  - Thomas Frederick Dernburg; Duncan M. McDougall: Lehrbuch der makroökonomischen Theorie. Stuttgart: G. Fischer, 1972
- Thomas Frederick Dernburg; Judith Dukler Dernburg: Macroeconomic analysis : an introduction to comparative statics and dynamics. Reading, Mass.: Addison-Wesley, 1969